# نیشیگو، فوکوشیما
نیشیگو، فوکوشیما (به لاتین: Nishigō, Fukushima) یک منطقهٔ مسکونی در ژاپن است که در استان فوکوشیما واقع شده‌است. نیشیگو ۱۹۲٫۳۲ کیلومترمربع مساحت و ۱۹٬۷۷۴ نفر جمعیت دارد.